# Georg Andreas Sorge
Pour les articles homonymes, voir Sorge.
Georg Andreas Sorge est un compositeur, organiste et théoricien de la musique allemand né le 21 mars 1703 à Mellenbach, dans le comté de Schwarzbourg-Rudolstadt, et mort le 2 ou 4 avril 1778 à Lobenstein.

## Biographie
À 19 ans, il devient organiste à Lobenstein et gardera ce poste jusqu'à sa mort. Il est surtout connu pour ses traités sur la composition et l'improvisation, certains font encore référence aujourd'hui. Il adhère en 1747, juste après Bach, à la société Mizler, cénacle de musiciens réunis pour promouvoir leur art. C'est un compositeur prolifique peu reconnu de la postérité. Il est l'auteur d'un ensemble de sonates pour orgues, de trios et de préludes de chorals.
Ce fut un grand ami de Bach.